# Rhyscotus colimensis
Rhyscotus colimensis là một loài chân đều trong họ Rhyscotidae. Loài này được Mulaik miêu tả khoa học năm 1960.